# Ricardo Pereira (aktor)
Ricardo da Silva Tavares Pereira (ur. 14 września 1979 w Lizbonie) – portugalski aktor telewizyjny, teatralny i filmowy, model i prezenter  telewizyjny.

## Życiorys

### Wczesne lata
Urodził się w Lizbonie jako syn Marii de Lourdes da Silvy Tavares i Horácio Pereiry. Spędził większość swojej młodości w Sintra. Po ukończeniu Liceu Camões, studiował na wydziale psychologii na Universidade Lusófona w Lizbonie.

### Kariera
W 2000 roku zadebiutował na scenie Teatro Nacional D. Maria II jako Carlos Avilez w sztuce A Real Calçada ao Sol, do której potem powstał film Um Homem não é um Gato. W 2004 był pierwszym niebrazylijskim bohaterem w telenoweli Rede Globo Como uma Onda jako Daniel Cascaes z udziałem Henriego Castellego, Cauy Reymonda i Sérgio Marone. Za rolę André Queiroza w telenoweli Mar Salgado (2014) został uhonorowany nagrodą Troféu TV 7 Dias. W koprodukcji francusko-portugalskiej Andrzeja Żuławskiego Kosmos (Cosmos, 2015) wg powieści Witolda Gombrowicza zagrał postać Tolo.

### Życie prywatne
W 2006 roku poznał Franciscę Pinto Ribeiro, którą poślubił 17 lipca 2010. Uroczystość odbyła się w Igreja da Nossa Senhora da Assunção w Elvas. Ma dwójkę dzieci: syna Vicente (ur. 22 listopada 2011) i córkę Franciscą (ur. 29 października 2013). Zamieszkał z rodziną w Rio de Janeiro i otrzymał podwójne obywatelstwo.

## Filmografia

### Filmy fabularne
| Rok       | Tytuł                                           | Rola                    | Reżyser / Producent                                      |
| --------- | ----------------------------------------------- | ----------------------- | -------------------------------------------------------- |
| 2001      | Um Homem não é um Gato                          | Miguel                  | Marie Brand /Sociedade Independente de Comunicação (SIC) |
| 2002      | Sem Ela                                         |                         | Anna de Palma                                            |
| 2002      | Os Imortais                                     | dziennikarz telewizyjny | António Pedro Vasconcelos                                |
| 2003      | Cud według Salome (O Milagre segundo Salomé)    | Gabriel                 | Mário Barroso                                            |
| 2005      | Sonhos e Desejos                                | Roco                    | Marcelo Santiago, Belo Horizonte                         |
| 2005      | O Crime do Padre Amaro                          | Gustavo                 | Carlos Coelho da Silva                                   |
| 2005      | Até Onde                                        |                         | Carlos Barros                                            |
| 2005      | Viúva Rica Solteira Não Fica                    | Adriano                 | José Fonseca da Costa                                    |
| 2006      | Cecile                                          |                         |                                                          |
| 2006      | Nadine                                          | António                 | Filbox (Holandia)                                        |
| 2007      | What If the World Would be a Trustworthy Friend |                         | Curta – Rita Fernandes                                   |
| 2007      | Até Onde Podes Ir                               |                         | Faculdade de Comunicação de Coimbra/ISCT                 |
| 2008      | So Much More than Fun                           |                         | Rita Fernandes                                           |
| 2008      | O Apelo                                         |                         | Vanessa Silva / Universidade Moderna                     |
| 2008      | Amália                                          | Eduardo Ricciardi       | Carlos Coelho da Silva / Valentim de Carvalho            |
| 2008      | Drugie życie (Second Life)                      | asystent reżysera       | Miguel Gaudencio / Utopia Filmes                         |
| 2009      | Uma Professora Muito Maluquinha                 |                         | Cesinha / André Vilas Lobos                              |
| 2009      | Uma Aventura na Casa Assombrada                 |                         | Carlos Coelho da Silva / Valentim de Carvalho            |
| 2009      | Tajemnice Lizbony (Mistérios de Lisboa)         | Alberto de Magalhães    | Raúl Ruiz                                                |
| 2013      | Cadences Obstinées                              | Mattia                  | Fanny Ardent                                             |
| 2013      | Lisboa Vista do Rio (dokumentalny)              |                         | Ivan Dias                                                |
| 2013      | Turbo                                           |                         | DreamWorks                                               |
| 2013      | Caras de Pau                                    |                         | Marcius Melhem Case Filmes                               |
| 2013      | In Search of Ingrid                             | Mauro Sposito           |                                                          |
| 2014/2015 | Kosmos (Cosmos)                                 | Tolo                    | Andrzej Żuławski / Alfama Films                          |
| 2015      | Meu Passado Me Condena 2                        | Álvaro                  | Júlia Rezende                                            |
| 2015      | Amor Impossível                                 | Marco                   | António-Pedro Vasconcelos                                |
| 2015      | Cartas da Guerra                                | Major M                 | Ivo Ferreira                                             |

### Seriale TV
- 2001: Maiores de 20
- 2001: A Senhora das Águas jako Gil Vargas das Neves
- 2002: Amanhecer jako Rui Costa
- 2002: O Bairro da Fonte jako Gonçalo
- 2002: Sonhos Traídos jako João
- 2002: A Minha Sogra é uma Bruxa jako Leopoldo
- 2003: Queridas Feras jako Pedro Maia
- 2003: Saber Amar jako João Vidal
- 2004: Inspector Max
- 2004: Como uma Onda jako Daniel Cascaes
- 2005: Prova de Amor jako Marco Aurélio/ Marco Antônio (Toni)
- 2005: O Diário de Sofia jako Francesco
- 2006: Jura jako Paulo Almeida
- 2006: Exclusivo SIC jako prezenter
- 2006: Pé na Jaca jako Thierry
- 2007: Floribella jako Conde Máximo
- 2008: Negócio da China jako João
- 2009: Perfeito Coração jako ks. Cardoso
- 2009: Domingão do Faustão w roli samego siebie
- 2009: Toma Lá, Dá Cá jako Alexandre (Xandinho)
- 2009: Episódio Especial jako prezenter
- 2010: Laços de Sangue jako Hélio
- 2010: Czerwony księżyc (Lua Vermelha) jako Vasco Galvão
- 2010: A Vida Alheia jako Rafael Régis
- 2011: Szalone serce (Insensato Coração) jako Henrique Taborda
- 2011: Aquele Beijo jako Vicente Santelmo
- 2012: Dancin' Days jako Salvador Neto
- 2014: Mar Salgado jako André Queiroz
- 2015: A Regra do Jogo jako Faustini
- 2016: Liberdade, liberdade jako Tolentino